# LTK Comune

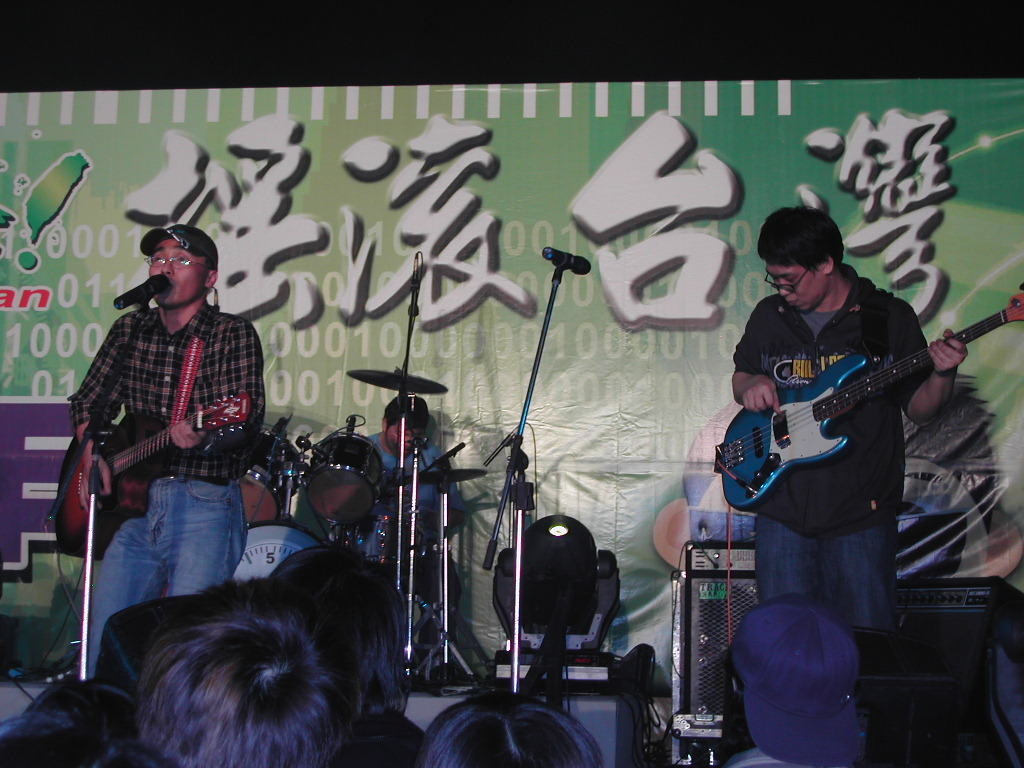
LTK Comune en show en vivo (2004)

LTK Comune (también conocido como LTK, Taiwán: Lô-chúi-khoe Kong-siā 浊水 溪 公社) es una banda musical de Taiwán creada en 1990. Su música ha sido descrita por sus estilos rítmicos o de elementos del punk, rock, canciones nakasi, de la música popular taiwanesa. En los últimos años los miembros de la banda han publicado su primera etiqueta "Taik" (de poner fin a Taiwán-k, como en el punk, rock) con su música, una referencia a la Taike taiwaneses (Trad.: 台 客) subcultura.
La LTK significa "Loh Tsui Kweh", una peculiar ortografía (en Taiwán) el nombre del río Choshui en Taiwán, que evoca sentimientos y nativistas.
Los dos guitarristas - Tsai Hai-en (蔡海恩) y Ke Jen-chien (柯仁坚), ambos han impulsado la evolución de la banda. Además de las influencias occidentales, ambos son, a su manera, lleno de locales, tradicionalmente de trabajo géneros clase. Hay también un bajista y un baterista.
Se hace eco de anteriores a lo que es LTK Comune en la música, sobre los movimientos de la isla de protesta de la década de 1990. A principios de los temas que conscientemente se reflejaba la preocupación ecologista y los sentimientos antiautoritarios. Con el declive de las protestas callejeras y el inicio de la liberalización política, los temas con conciencia social se han vuelto menos en primer plano. La banda descaradamente apoya la independencia de Taiwán.
Sus canciones a menudo expresan la frustración de la clase obrera masculina, sin pedir disculpas sexual o escatológico y vulgar a las referencias que se encuentran en algunas canciones, una característica aceptada por los fanes, pero se encontró escandalosa por algunos críticos. Algunos críticos detectan un rasgo de machismo, sobre todo en la canción "Violación, asesinato", mientras que otros consideran la canción como un estudio de la psique perverso de un violador-asesino.
- Datos: Q580029